# Richard Gordon (scriitor)
Richard Gordon (născut ca Gordon Stanley Benton, cunoscut și ca Gordon Stanley Ostlere, n. 15 septembrie 1921, Londra, Regatul Unit al Marii Britanii și Irlandei – d. 11 august 2017, Kent, Anglia, Regatul Unit) a fost un chirurg maritim, anestezist și scriitor englez.

Ca Richard Gordon, Ostlere a scris numeroase romane, scenarii pentru filme și televiziune și relatări de istorie populară, cele mai multe cu teme de practică a medicinei. El a fost cunoscut mai ales pentru o lungă serie de romane comice pe temă medicală, începând cu Doctor in the House, precum și adaptările ulterioare de film, televiziune, radio și teatru. A publicat lucrarea The Alarming History of Medicine în 1993 și apoi The Alarming History of Sex.

## Lucrări scrise
- Doctor in the House. London: Joseph, 1952
- Doctor at Sea. London: Joseph, 1953
- The Captain's Table. London: Joseph, 1954
- Doctor at Large. London: Joseph, 1955
- Doctor in Love. London. Joseph, 1957
- Doctor and Son. London: Joseph, 1959
- Doctor in Clover. London: Joseph, 1960
- Doctor on Toast. London: Joseph, 1961
- Doctor in the Swim. London: Joseph, 1962
- The Summer of Sir Lancelot. Heinemann, 1965
- Love and Sir Lancelot. Heinemann, 1965
- Doctor on the Boil. Heinemann, 1970
- Doctor on the Brain. Heinemann, 1972
- Doctor in the Nude.  Heinemann, 1973
- Doctor on the Job.  Heinemann, 1976
- Doctor in the Nest. Heinemann, 1979
- Doctor's Daughters. Heinemann, 1981
- Doctor on the Ball. Hutchinson, 1985
- Doctor in the Soup. Century, 1986
- The last of Sir Lancelot. Hale, 1999
- Nuts in May. Heinemann, 1964
- The Facemaker. Heinemann, 1967
- Surgeon at Arms. Heinemann, 1968
- The Facts of Life. Heinemann, 1969
- The Medical Witness. Heinemann, 1971
- The Sleep of Life.  Heinemann, 1975
- The Invisible Victory. Heinemann, 1977
- The Private Life of Florence Nightingale. Heinemann, 1978
- The Private Life of Jack the Ripper. Heinemann, 1980
- The Private Life of Doctor Crippen. Heinemann, 1981
- Dr. Gordon's Casebook (diary). Severn House, 1982 ISBN: 0727808389
- Great Medical Disasters, Hutchinson, 1983 ISBN: 0091522307
- Great Medical Mysteries. Hutchinson, 1984 ISBN: 0091556600
- The Bulldog and the Bear: A Play in Two Acts. Samuel French, 1984 ISBN: 0573619085
- The Alarming History of Medicine, Sinclair-Stevenson, 1993 ISBN: 1856192229
- The Literary Companion to Medicine: An Anthology of Prose and Poetry, Sinclair-Stevenson, 1993 ISBN: 1856193357
- An Alarming History of Famous and Difficult Patients. St. Martin's Press, 1997 ISBN: 0312150482